# Brycinus fwaensis
Brycinus fwaensis är en fiskart som beskrevs av Géry, 1995. Brycinus fwaensis ingår i släktet Brycinus och familjen Alestidae. IUCN kategoriserar arten globalt som livskraftig. Inga underarter finns listade.